# L.A. Noire
L.A. Noire is een action-adventurespel, ontwikkeld door Team Bondi en uitgegeven door Rockstar Games. Het spel is in Europa op 17 mei 2011 uitgebracht voor de PlayStation 3 en de Xbox 360; versies voor Windows, de PlayStation 4, de Xbox One en Nintendo Switch zijn later uitgekomen. Het speelt zich af in het Los Angeles van 1947. De speler moet gedurende het spel een reeks van misdaden oplossen.
Zoals de titel suggereert, heeft het spel de film noir-stijl. Het heeft verscheidene overeenkomsten met de films van de veertiger jaren, met name de detectivefilms waar veel corruptie en drugs in voorkomen.
L.A. Noire maakt gebruik van een nieuwe technologie, de MotionScan technologie. Met deze technologie worden de acteurs door 32 camera's gefilmd, waardoor de gezichtsuitdrukking zeer realistisch wordt. In totaal werden er meer dan 4 miljoen exemplaren van het spel verkocht.

## Verhaal
De speler speelt de rol van Cole Phelps, een ex-militair die na het winnen van een onderscheiding voor zijn daden in de oorlog, zich aangemeld heeft bij de LAPD (Los Angeles Police Departement). Na het oplossen van een moord op een eigenaar van een schoenenwinkel, krijgt Cole promotie. Hij promoveert van wijkagent naar een detective bij de afdeling Traffic, waar hij een nieuwe partner krijgt, Stefan Bekowski.
Na succesvol enkele moorden te hebben opgelost bij de afdeling, promoveert Cole opnieuw. Ditmaal naar afdeling Homicide, waar zijn partner Rusty Galloway is. Bij deze afdeling lost hij brute moorden op. De moorden lijken een verband te hebben met de beruchte Black Dahlia-moord, maar het blijken zogenaamde Copycats te zijn. Copycats zijn moordenaars die op de plaats delict verwijzingen geven naar eerdere moorden, om de schuld op moordenaars te schuiven die de eerdere moorden hebben gepleegd.
Na deze moorden succesvol te hebben opgelost, promoveert Cole opnieuw. Nu naar afdeling Vice, waar hij zaken over prostitutie, drugs, losbandigheid, wellust en obsceniteit oplost. Zijn partner is ditmaal Roy Earl.
Na deze fase van het spel wordt Cole Phelps gedemoveerd naar de Arson Desk. De oorzaak hiervan is de onthulling van zijn affaire met Elsa Lichtmann. Deze afdeling houdt zich bezig met het zoeken naar criminelen, die opzettelijk gebouwen in brand zetten. Als Cole de brandstichtingen aan het onderzoeken is, wordt duidelijk dat er meer achter schuilt dan een pyromaan. Wanneer de speler bezig is met de laatste zaak, overlijdt Cole in een riool. Hij wordt weggespoeld door het water. Hierna is het spel afgelopen.

## Downloadbare Content
- L.A. Noire Rockstar Pass - Bevat: Reefer Madness, Nicholson Electroplating, The Naked City, A Slip Of The Tongue
- Reefer Madness (Gratis via Rockstar Pass) - Bevat: Nieuwe Vice Case
- Nicholson Electroplating (Gratis via Rockstar Pass) - Bevat: Nieuwe Arson Case
- The Naked City (Gratis via Rockstar Pass) - Bevat: Nieuwe Vice Case
- A Slip Of The Tongue (Gratis via Rockstar Pass) - Bevat: Nieuw Traffic Case

- The Chicago Piano - Bevat: 1 Wapen
- The Chicago Lightning (Gratis bij Rockstar Games Social Club) - Bevat: 1 Outfit
- The Sharpshooter Detective Suit - Bevat: 1 Outfit
- The Broderick Detective Suit - Bevat: 1 Outfit
- The Badge Pursuit Challenge & Button Man Suit - Bevat: 1 Outfit, 1 Gameplay Feature

De PC-versie die werd uitgebracht in november 2011, bevatte alle downloadbare content. Deze versie werd ook wel aangeduid als Complete Edition en later ook uitgebracht voor de consoles.